# Château de Stafford
Le château de Stafford est un château situé à Stafford dans le Staffordshire en Angleterre. Il a été construit en 1100 par Robert de Tosny, un normand qui deviendra Robert de Stafford, afin de défendre la région des rébellions des autochtones après la victoire d'Hastings. Il s'agissait à l'époque d'une motte castrale. Les ruines actuelles sont les restes d'un édifice reconstitué vers 1815par Edward Jerningham, héritier de la baronnie de Stafford.. 
Pour sécuriser la ruine, les autorités du comté font appel à l'armée en 1963, entraînant la destruction des tours.